# Taken (película)
Taken (titulada Búsqueda implacable en Latinoamérica y Venganza en España) es una película de acción francesa de 2008, protagonizada por Liam Neeson, Famke Janssen y Maggie Grace. Está dirigida por Pierre Morel y fue escrita y coproducida por Luc Besson. Es el top 85 de las 100 mejores películas de acción de todos los tiempos por GQ.

## Argumento
Bryan Mills (Liam Neeson), agente jubilado de la CIA y de las Fuerzas Especiales, experto en seguridad y en combate cuerpo a cuerpo, quiere pasar más tiempo con su hija Kim de 17 años (Maggie Grace), quien ahora vive con su exesposa Leonore (Famke Janssen) y su rico padrastro, Stuart (Xander Berkeley), un millonario de Beverly Hills, California.
Cuando Sheerah (Holly Valance) va a dar un concierto en la ciudad, Bryan es contactado por su amigo Sam, también ex agente de la CIA, para que los ayude en labores de seguridad durante un concierto. Tras el espectáculo, la diva es atacada por un hombre armado con un cuchillo, pero Bryan lo reduce. Agradecida, Sheerah le propone ayudar a su hija tras enterarse de que quiere ser cantante. Sheerah le proporciona un contacto, asegurándole que correrá con todos los gastos si Kim tiene verdaderamente talento.
Al día siguiente, Bryan se entera de que Kim desea ir de vacaciones a París con su amiga Amanda (Katie Cassidy) para visitar los museos y mejorar su francés. A pesar de sus preocupaciones iniciales sobre la seguridad de ese viaje, accede a dar su permiso, con la condición de que se comunique telefónicamente a menudo: le entrega un celular para que lo llame en cuanto llegue y todos los días antes de dormir. Más tarde, descubre que el verdadero motivo es seguir a la banda U2 en su gira por varios países europeos. Leonore, harta de la sobreprotección de Bryan, le advierte que la tiene que dejar libre o que la perderá. Al salir del aeropuerto Charles de Gaulle, y mientras esperan a un taxi, Kim y Amanda conocen a un encantador francés llamado Peter (Nicolas Giraud): cuando ellas llegan al portal del apartamento en donde van a alojarse, les propone invitarlas a una fiesta y queda en ir a recogerlas más adelante.
Bryan llama a su hija, ya que ella había olvidado hacerlo. La joven responde en el cuarto de baño, porque Amanda ha puesto la música a todo volumen y no puede oírlo bien. Justamente durante la conversación, Kim observa desde la ventana del baño a unos hombres que han entrado en el piso y que secuestran a Amanda. Aterrorizada, informa de ello a su padre, quien le advierte que ella también va a ser secuestrada, le pide que se esconda debajo de una cama en un dormitorio próximo y que, cuando la rapten, deje ahí el celular y describa a gritos a los secuestradores: complexión, posibles tatuajes, etc. Bryan conecta el celular a una grabadora para que su amigo Sam trate de obtener más información.
Cuando los secuestradores se disponen a llevársela, Bryan habla brevemente con uno de ellos, Marko (Arben Bajraktaraj), haciéndole saber que posee ciertas habilidades especiales que pueden convertirlo en una pesadilla para él, a menos que liberen a su hija; si lo hacen, no los perseguirá y se olvidará de todo, pero si se la llevan, los encontrará y los matará. El secuestrador le responde "¡Buena suerte!" antes de romper el teléfono. 
Bryan vuela a París: dispone de un máximo de 96 horas, ya que según Sam, al cabo de ese límite le será imposible volver a encontrarla, al haber sido secuestrada por una banda Albanesa especializada en la trata de personas, la cual las engancha a las drogas y luego las prostituye. Si Bryan no logra encontrar a su hija antes, quizás la pierda para siempre. En el apartamento en donde se ha producido el secuestro, halla el teléfono de su hija y, a partir de allí, la busca por todo París, combinando técnicas de agente de la CIA (incluso para burlar a la policía francesa) y mucha energía física, pues debe hacer frente a sicarios armados que secuestran a mujeres: incluso asesina a varias personas. Finalmente, encuentra el escondite de los mafiosos albaneses y se hace pasar por un agente de la policía. Reconoce al secuestrador cuando le hace decir "¡Buena suerte!". Bryan mata al resto de secuestradores y deja inconsciente a Marko; posteriormente, halla a Amanda, muerta por sobredosis. Bryan interroga y tortura a Marko hasta hacerle revelar que Kim ha sido vendida a Patrice Saint-Clair, traficante de jóvenes vírgenes; entonces, Bryan se marcha, dejando a Marko morir electrocutado.
Ya en el edificio de Saint-Clair, Bryan ve a Kim, quien ha sido vendida por 500.000 euros a Raman, un jeque árabe (Nabil Massad). Los hombres de Raman llevan a Kim al yate del jeque. Allí, Bryan mata a Raman y rescata a su hija. De regreso a Los Ángeles, Bryan presenta a Kim a Sheerah para ayudarla a realizar su sueño de ser cantante.

## Elenco
- Liam Neeson como Bryan Mills.
- Maggie Grace como Kim Mills.
- Famke Janssen como Leonore "Lenny" Mills.
- Katie Cassidy como Amanda.
- Leland Orser como Sam Gilroy.
- Jon Gries como Mark Casey.
- David Warshofsky como Bernie Harris.
- Holly Valance como Sheerah, la diva.
- Xander Berkeley como Stuart St. John.
- Olivier Rabourdin como Jean-Claude Pitrel.
- Nathan Rippy como Victor.
- Camille Japy como Isabelle.
- Nicolas Giraud como Peter.
- Gérard Watkins como Patrice Saint-Clair.
- Arben Bajraktaraj como Marko de Tropoja.
- Nabil Massad como Raman, el jeque árabe.

## Elenco de doblaje
| Personaje   | Actor original    | Actor de doblaje |
| ----------- | ----------------- | ---------------- |
| Bryan Mills | Liam Neeson       | Gerardo Reyero   |
| Kim Mills   | Maggie Grace      | Gabriela Beltrán |
| Leonore     | Famke Janssen     | Sarah Souza      |
| Jean Claude | Olivier Rabourdin | Alfonso Ramírez  |

## Recaudación
La película ha recaudado 145 000 989 dólares estadounidenses en los Estados Unidos y Canadá, 80 460 472 dólares estadounidenses en el resto del mundo y un total de USD 225 461 461. Se considera una película de alta recaudación, lo mismo que su secuela Taken 2, la cual la superó en ingresos.

## Críticas
El sitio web de la agrupación de reseñas Rotten Tomatoes le otorgó una calificación de «podrido» con un promedio de 58% bueno.
Richard Corliss de Time Magazine's comentó: "La película no tiene nada más en su mente que docenas de chicos malos recibiendo una paliza y otro tipo se convirtió al instante en roadkill." Dan Kois del Washington Post describió la película como "una satisfacción tan sombría como su eficiente héroe profesional" y la comparó con la acción de la serie de Jason Bourne. Variety describe la película como "patear el trasero, pedal a la industria metal-película de acción [...] que sabiamente no le da al espectador un momento para reflexionar sobre el cadena de casualidades inverosímiles [...] la película tiene el delantero, devil-may-care impulso de una película de Bond con esteroides".
El diario Los Angeles Times describió "la premisa de Taken, una acción enérgica y violenta programador que no puede dejar de ser tonto a veces sin intención [...] Obviamente, 'Taken' no es el tipo de película de acción que pasar mucho tiempo preocuparse por su guion de peatones o actuar en gran medida indiferente, por lo que es la suerte de tener Neeson en el papel protagónico. "Bryan Mills se caracteriza como "máquina de ataque implacable que es impermeable a los puños, las balas y los coches en movimiento rápido, se utiliza una variedad de técnicas marciales para eliminar a oponentes más que Mike Tyson y casualmente matar a aquellos que no KO".
Sin embargo, el sitio web español SOS Moviers dio una valoración muy positiva sobre la película, pero criticó su indiferencia por el resto de las víctimas y las fallas políticas de la CIA. Al respecto, en una opinión, el redactor escribió: "El secreto del film es que utilizó un problema del siglo XXI que concierne a todos: la trata de personas. Bajo este contexto, el guionista Luc Besson aprovechó sus inmaculadas habilidades para delinear un cuerpo inteligente de escritura, suficientemente pesada para que su contundencia perdure. Si uno intenta encontrar la explicación del por qué fue un éxito Venganza, deduce que lo menos interesante es la acción. Se puede apuntar su atractivo a las frases brillantes, las trampas ingeniosas y herramientas sofisticadas". Pero en el momento de señalar sus defectos, criticó: "El poco desarrollo de Liam Nesson impide humanizarlo en un 100%. Es el defecto que conlleva a más problemas: si uno lo analiza con lupa, se dará cuenta de que Nesson no intenta hacer una apología en contra de la trata de personas. Este señor es un padre preocupado por su hija, y no muy interesado por saber qué ocurrirá con la decena de mujeres que han quedado dentro de los lugares donde se ha metido" y también señala: "El guion comete un “fallo” en la escena de torturas: Nesson hace alusión a su pasado, donde en el tercer mundo tenía que torturar al reo y no disponía de electricidad constante para ello, obligándose al uso de arrancar uñas o el ácido. Este detalle es un tanto perturbador cuando en cierta perspectiva histórico-política: uno podría comparar ese diálogo con las torturas de Abu Ghraib, o los detalles escabrosos actuales donde se confirman técnicas de tormento a prisioneros terroristas en Irak" y el crítico de cine pregunta "¿Qué hace un organismo estadounidense torturando personas en Oriente?. Aun cuando sean peligrosos ¿Qué hace operando de manera impía en un piso ajeno?"